# گمینا پارادژ
گمینا پارادژ (به لهستانی:  Gmina Paradyż) یک گمینا در لهستان است که در شهرستان اوپوچنو واقع شده‌است. گمینا پارادژ ۸۱٫۵۶ کیلومتر مربع مساحت و ۴٬۴۲۱ نفر جمعیت دارد.